# Katja Kassin
Katja Kassin (Leipzig, 24 de septiembre de 1979) es una actriz pornográfica alemana.

## Biografía
Katja Kassin, nombre artístico de Ute Ebert, nació en Leipzig, en la entonces República Democrática Alemana. Ella es la mayor de tres hermanos. Tenía diez años cuando cayó el Muro de Berlín y Alemania se reunificó. Cuando tenía 15 años, consiguió su primer trabajo vendiendo helados en un restaurante italiano después de clase y los fines de semana. Fue camarera por seis años, que compaginaba con la escuela y posteriormente con el instituto.
En septiembre del 2000 empezó a posar como modelo de desnudos para un local fotográfico amateur y páginas webs. Después de tres años, pasó a realizar escenas softcore contactó a la estrella porno alemana Dru Berrymore. Kassin entró en el cine porno a través de Mark Spiegler y su agencia de talentos Spiegler Girls en la que trabajó durante tres años y medio. El 9 de septiembre de 2006, firmó con LA Direct Models.
Antes de trasladarse a Estados Unidos Kassin estudió y se licenció en Ciencias Políticas en la Universidad de Leipzig en Alemania. También estudió Filología Alemana y Literatura Alemana.
Su primera escena en el porno estadounidense fue "Straight to the A 4" de Vince Voyeur para Red Light District. Ésta se filmó en marzo de 2003; para lo que solamente filmó dos escenas en Europa. Katja se instaló definitivamente en Los Ángeles en 2004 y se casó con un actor porno en enero de 2004.
Como actriz ha trabajado con productoras tanto europeas como estadounidenses, destacando entre ellas Naughty America, Digital Sin, Elegant Angel, Devil's Film, Anabolic, Jules Jordan Video, Hustler, Vivid, Wicked, Evil Angel, New Sensations, Digital Playground, Rosebud, 3rd Degree, Brazzers, Private, VCA Pictures, Diabolic o Girlfriends Films.
El 1 de junio de 2007 se sometió a un aumento de pecho, operada por el Dr. Jacobs de Nueva York. Los implantes de silicona de 350 c. c. se insertaron por el pezón y bajo el músculo. Su primera actuación después de recuperarse fue el 26 de junio de 2007.
Katja habla seis idiomas con relativa fluidez: inglés, alemán, ruso y otros tres. Adoptó su primer nombre "Katja" como pseudónimo por el consejo del fotógrafo que realizó sus primeros desnudos.
Katja Kassin es especialista en escenas de sexo anal salvaje, incluyendo dobles penetraciones anales, así como en tragar semen de muchos hombres al mismo tiempo. En una entrevista a la revista Score en 2009 reconoció ser ninfómana y disfrutar de ser tratada como mujerzuela en las películas y en la vida real, aunque dejó de filmar creampies después de un brote de VIH en 2004 en la industria, pero después volvió a filmar este tipo de escenas, en las que destacan el sexo anal y las dobles penetraciones, habiendo sido penetrada en numerosas escenas por los actores Lexington Steele y Mandingo.

## Premios y nominaciones
| Año  | Ceremonia             | Resultado | Premio                                             | Película                                           |
| ---- | --------------------- | --------- | -------------------------------------------------- | -------------------------------------------------- |
| 2003 | Adam Film World Award | Ganadora  | Actriz del Año.                                    | Actriz del Año.                                    |
| 2004 | Venus (Europa)        | Ganadora  | Premio del Jurado a la Mejor Actriz Internacional. | Premio del Jurado a la Mejor Actriz Internacional. |
| 2004 | XRCO                  | Nominada  | Best Orgasmic Analist.                             | Best Orgasmic Analist.                             |
| 2005 | XRCO                  | Ganadora  | Best Orgasmic Analist.                             | Best Orgasmic Analist.                             |
| 2006 | XRCO                  | Nominada  | Best Orgasmic Analist.                             | Best Orgasmic Analist.                             |
| 2006 | Premio AVN            | Ganadora  | Mejor Escena de Sexo Solo                          | "Anal Showdown".                                   |
| 2008 | Premio AVN            | Ganadora  | Mejor Escena POV.                                  | Double visión 2, con Tory Lane y Erik Everhard.    |